# Ladinek Judit
Ladinek Judit (Budapest, 1969. szeptember 1. –) magyar színésznő.

## Pályafutása
Gyerekkorában szertornázott és néptáncolt. A Talentum Művész Együttesben tett érettségi vizsgát, ugyanitt hivatásos táncos képesítést szerzett. 1993-tól Szinetár Miklós osztályában tanult a Színház- és Filmművészeti Főiskola operett-musical szakán, itt szerzett diplomát 1997-ben. 1989-től táncosként, az egyetem elvégzése után színészként a Madách Színház tagja.

## Fontosabb színházi szerepei
- Cooney - Chapman: Ne most, drágám! - Miss Whittington
- Cooney: Nem ér a nevem - Brenda Dixon
- Cohen: A fejedelem - Dorothea
- Sondheim: Kis éji zene - Petra
- Bitó: Ábrahám és Izsák - Hágár
- Gershwin-Carter: Crazy for you - Polly
- Bernstein: West Side Story - Consuelo
- Marriott-Foot: Csak semmi szex, angolok vagyunk - Barbara
- Leigh: La Mancha lovagja - Aldonza,
- Kander-Ebb: Kabaré - Fräulein Lolly
- Jókai Mór: Bolondok grófja - Kalazáncia grófnő
- Boublil - Schönberg - Kretzmer: Nyomorultak - Eponine
- Gregg Opelka: C’est La Vie: Dominique
- Müller P. - Tolcsvay - Müller P. Sz: Isten pénze: Fanny
- A. L. Webber: Az Operaház Fantomja: Meg Giry
- Kander-Ebb: Chicago - Velma Kelly
- Stroman-Weidman: Contact - Feleség
- Brooks-Meehan: Producerek - Ulla
- T. S. Eliot - A. L. Weber: Macskák - Mindlevery
- T. S. Eliot - A. L. Weber: Macskák - Bombalurina
- Chapman - Cooney: Ne most, drágám! - Sue Lawson
- Rice-Webber: József és a színes szélesvásznú álomkabát - Narrátor
- Kocsák - Miklós: Anna Karenina - Lídia
- Rice-Webber: Jézus Krisztus Szupersztár - Démon
- Bolba-Szente-Galambos: Csoportterápia - Natasa
- Neil Simon: Furcsa pár - Gwendoline
- Disney-Cameron Mackintosh: Mary Poppins - Winifred Banks
- Neil Simon: A Napsugár fiúk - Nővér
- Galambos - Orosz - Szente - Szirtes: Poligamy - Pусскaя
- Mamma Mia! - Tanya
- Szente-Bolba: Liliomfi - Emerenvia, Szilvai elhunyt neje
- Lee Hal - lSir Elton John: Billy Elliot

## Filmes és televíziós szerepei
- Kisváros (1995)
- Barátok közt (2007) ...Kovács Erika
- Jófiúk (2019) ...Elvira
- A mi kis falunk (2020) ...Nő
- Drága örökösök (2020)
- Doktor Balaton (2021–) ...Gergely Erika